# Municipio de San Nicolás (kommun i Kuba)
Municipio de San Nicolás är en kommun i Kuba.   Den ligger i provinsen Provincia Mayabeque, i den västra delen av landet, 60 km sydost om huvudstaden Havanna. Antalet invånare är 21 563. Arean är 242 kvadratkilometer.
Terrängen i Municipio de San Nicolás är platt.
Följande samhällen finns i Municipio de San Nicolás:
- San Nicolás de Bari